# Canal 9 Litoral
El Canal 9 de Paraná, más conocido como Canal 9 Litoral es un canal de televisión abierta argentino afiliado a El Trece que transmite desde la ciudad de Paraná. El canal se llega a ver en gran parte de la Provincia de Entre Ríos y zonas aledañas a través de repetidoras. Es operado mayoritariamente por el Grupo Neomedia.

## Historia
El 23 de mayo de 1984, el Comité Federal de Radiodifusión, mediante la Resolución 419, autorizó al Gobierno de la provincia de Entre Ríos a instalar una repetidora en la ciudad de Paraná, capital de esa provincia, para retransmitir la señal estatal de ATC. Además, transmitía programación propia por pocas horas.
La licencia inició sus transmisiones regulares el 22 de abril de 1985 como LRI 450 TV Canal 9 de Paraná.
En aquel entonces, la provincia todavía no tenía un canal de televisión propio y dependía de los canales santafesinos o bonaerenses. Inicialmente, sus transmisiones se realizaron desde dos habitaciones acondicionadas en el 4° piso del edificio de la Caja de Jubilaciones y la planta transmisora en el Seminario de Paraná.
En los primeros años, los televidentes en la ciudad de Victoria debían orientar sus antenas VHF hacia la capital enterriana para poder recibir la señal —de defectuosa calidad— de Canal 9, hasta que la emisora instaló una repetidora en la localidad de Febre.
El 9 de mayo de 1990, mediante el Decreto 899, el Poder Ejecutivo Nacional llamó a un concurso público para adjudicar una licencia de televisión en la ciudad de Paraná; sin embargo, el 27 de noviembre (a través el Decreto 2509), la empresa Productores Independientes Asociados S.A. (en ese entonces en proceso de formación y conformada por 8 personas) adjudicó la licencia para explotar la frecuencia del Canal 9.
El 25 de noviembre de 1997, la empresa australiana Prime Television Ltd. anunció la compra la red de Canal 9 y sus emisoras (incluyendo el Canal 9 de Paraná) por aproximadamente USD 150 millones. Dicha transacción fue completa al mes siguiente. Para enero de 1998, el 50% de la red había pasado a manos de Torneos y Competencias; mientras, que para marzo de 1999, TyC era copropietaria dicho porcentaje junto con Atlántida Comunicaciones a través de la empresa AC Inversora.
En octubre de 1999, mediante la Resolución 1639, la Secretaría de Comunicaciones autorizó a Canal 9 a realizar pruebas en la Televisión Digital Terrestre bajo la normativa ATSC (normativa que fue dispuesta mediante la Resolución 2357 de 1998). Para ello se le asignó el Canal 8 en la banda de VHF.
El 6 de agosto de 2001, Prime Television anunció que el restante 50% de Azul Televisión al banco JP Morgan Chase por USD 67,5 millones; sin embargo, la financiera no tenía entre sus planes mantener el canal porteño ni sus activos (entre ellos Canal 9) por un largo tiempo. Sin embargo en 2004, el Canal 9 fue adquirido por el grupo Neomedia.
En enero de 2005, Canal 9 comenzó a emitir de forma exclusiva la programación del Canal 13 de Buenos Aires.
La Autoridad Federal de Servicios de Comunicación Audiovisual, mediante las resoluciones 304 del 7 de septiembre de 2010 y 1037 del 30 de agosto de 2011, autorizó al Canal 9 a realizar pruebas en la Televisión Digital Terrestre bajo el estándar ISDB-T (adoptado en Argentina mediante el Decreto 1148 de 2009). Para ello se le asignó el Canal 43 en la banda de UHF.

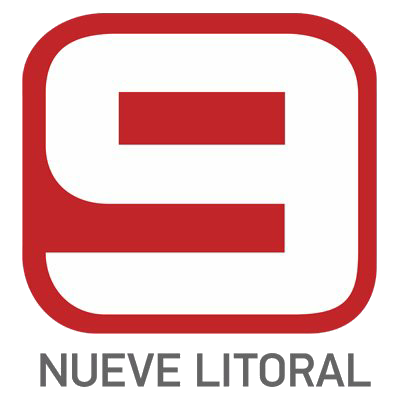
Logo utilizado entre 2011 y 2021.

El 3 de enero de 2014, Canal 9 comenzó a emitir programación en HD.
El 31 de marzo de 2015, la Autoridad Federal de Servicios de Comunicación Audiovisual, mediante la Resolución 236, le asignó a Canal 9 el Canal 35.1 para emitir de forma regular (en formato HD) en la Televisión Digital Terrestre.

## Programación
Actualmente, parte de la programación del canal consiste en retransmitir parte de la programación del Canal 13 de Buenos Aires (Cabecera de la cadena Artear/El Trece, que representa comercialmente a Canal 9).
La señal posee también programación local, entre los que se destacan Nueve Noticias (que es el servicio informativo del canal), Ahora Litoral (noticiero de la mañana), Cuestión de fondo (programa policial), Memoria frágil (programa de interés general) y En el área (programa deportivo).

## Nueve Noticias
Es el servicio informativo del canal con principal enfoque a la Provincia de Entre Ríos. Actualmente, posee tres ediciones que se emiten de lunes a viernes (a las 13:00, a las 20:00 y a la medianoche). Además, desde el 18 de octubre de 2021 emite Ahora Litoral, que es el noticiero de la mañana que tiene el canal.

## Repetidoras
Canal 9 cuenta con 16 repetidoras en la provincia de Entre Ríos.
| Provincia de Entre Ríos | Provincia de Entre Ríos       |
| ----------------------- | ----------------------------- |
| Canal                   | Localización de la repetidora |
| 7                       | Concepción del Uruguay        |
| 4                       | Concordia                     |
| 57                      | Estación Camps                |
| 9                       | Febre                         |
| 13                      | General Galarza               |
| 4                       | Gualeguay                     |
| 10                      | Gualeguaychú                  |
| 7                       | La Paz                        |
| 13                      | Los Conquistadores            |
| 6                       | Nogoyá                        |
| 51                      | Rosario del Tala              |
| 44                      | San Salvador                  |
| 57                      | San Víctor                    |
| 23                      | Urdinarrain                   |
| 10                      | Victoria                      |
| 2                       | Villaguay                     |